# Osteoporoza
Osteoporoza je poremećaj gubitka koštane mase, a tipičan je za žene u postmenopauzi, te može uzrokovati frakture. Do bolesti dolazi kada osteoklasti napadaju i razgrađuju kost, a osteoblasti nisu u mogućnosti potpuno obnoviti kost, kao što je u normalnim okolnostima slučaj.
Koštana masa se izgrađuje u mladosti i doba spolne zrelosti. Količina koštane mase ustaljuje se oko tridesete godine, a nakon četrdesete se postupno gubi (do 1 % godišnje).
Postoje dva osnovna oblika ove bolesti. Prvi oblik bolesti javlja se kod žena oko pedesete godine u menopauzi. Posljedica je sniženja razine estrogena, ženskih spolnih hormona. Drugi oblik osteoporoze, tzv. senilna osteoporoza, javlja se oko sedamdesete godine kao posljedica slabijeg metabolizma kalcija u starijoj dobi.
Gotovo svaka četvrta žena starija od šezdeset godina boluje od osteoporoze. Podložnije obolijevanju su žene koje su rano ušle u menopauzu ili su im kirurški, prije 45-e godine, uklonjeni jajnici. Postoje i ostali čimbenici koji pridonose obolijevanju: nizak rast, neuravnotežen menstrualni ciklus, anoreksija, fluoriranje vode, alkoholizam i pušenje.
I muškarci mogu oboljeti od osteoporoze, a najčešći je uzrok alkoholizam. Potaknuti je može i gubitak testosterona.
Kako bi se spriječila i pravodobno liječila, preporučuje se ići na liječničke preglede kojima liječnik može ocijeniti navike pacijenta, moguće smetnje ili pojavu osteoporoze u obitelji. Najpouzdanija metoda otkrivanja osteoporoze je koštana denzitometrija, odnosno mjerenje gustoće koštane mase.
Osteoporoza se može ne samo spriječiti, već se i sve uspješnije liječi. Liječi se lijekovima i određenim životnim pravilima koji olakšavaju bolest.